# Самсон, Жозеф-Исидор
Жозеф-Исидор Самсон (англ. Joseph Isidore Samson; 2 июля 1793, Сен-Дени — 28 марта 1871, Париж) — французский актёр, драматург, педагог.

## Биография

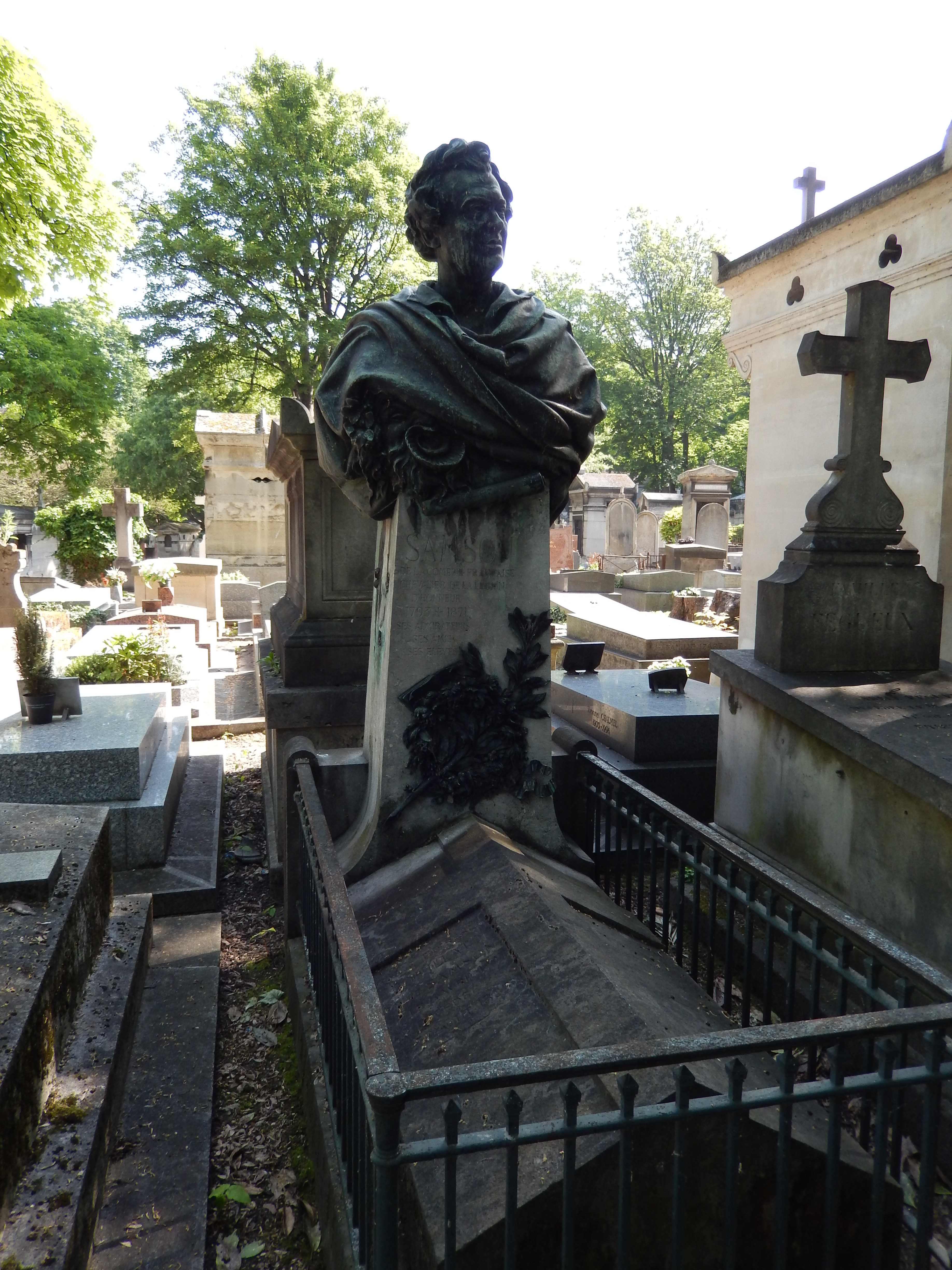
Могила Жозефа-Исидора Самсона

Родился в семье трактирщика. С 1812 года учился в Парижской консерватория музыки и танца. Отмечен первой премией консерватории. Женился на актрисе, с которой гастролировал по Франции.
Дебютировал в 1819 году в Парижском театре «Одеон». В 1826—1863 года выступал на сцене театра французской комедии «Комеди Франсез». Был старейшиной этого театра. Сыграл более 250 ролей — Мольер, Бомарше, Мариво, Э. Скриб и другие.
Исполнял роли слуг в классической комедии (Фигаро — «Женитьба Фигаро» П. Бомарше и др.). Одна из его коронных ролей — маркиз де ла Сельер, старый аристократ в XIX веке сохраняющий все привычки двора короля Людовика XVI в пьесе «Мадемуазель де ла Сельер» Жюля Сандо.
C 1829 года был ведущим педагогом, профессором (с 1836) Парижской консерватория музыки и танца, учителем многих крупных французских актёров, среди которых Элиза Рашель и Огюстина Сюзанна Броан.
Похоронен на кладбище Монмартр.
Его дочь Каролина Самсон стала писательницей и вышла замуж за актёра Шарляь Франсуа Бертона; их сын Пьер (1842—1912) пошёл по стопам отца и тоже посвятил жизнь театру.

## Избранные произведения
Автор нескольких пьес, поставленных на сценах Парижа.
- La Fête de Molière, comédie épisodique en 1 acte et en vers, Paris, Théâtre de l’Odéon, 1825
- La Belle-mère et le gendre, comédie en 3 actes, en vers, Paris, Théâtre de l’Odéon, 1826
- Un veuvage, comédie en 3 actes et en vers, Paris, Théâtre-Français, 1842
- Un péché de jeunesse, comédie en 1 acte, mêlée de chant, avec Jules de Wailly. Paris, Théâtre du Vaudeville, 1843
- La Famille Poisson, ou les Trois Crispins, comédie en 1 acte, Paris, Théâtre-Français, 1845
- La Dot de ma fille, comédie en 1 acte, en vers, Paris, Théâtre-Français, 1854